# 3908 Niks
3908 Niks (mednarodno ime je 3908 Nix) je asteroid tipa V (po Tholenu in SMASS) v glavnem asteroidnem pasu. 
Spada med amorske asteroide. Na svoji poti okoli Sonca seka tudi tirnico Marsa.

## Odkritje
Asteroid je odkril nemški astronom Hans-Emil Schuster 6. avgusta 1980 .
Imenuje se po boginji Niks  iz grške mitologije.

## Lastnosti
Asteroid Niks obkroži Sonce v 2,67 letih. Njegova tirnica ima izsrednost 0,459, nagnjena pa je za 2,181° proti ekliptiki. Premer ima 1,0 km, okoli svoje osi pa se zavrti v 4,426 h .